# Filialkirche Weinsteig

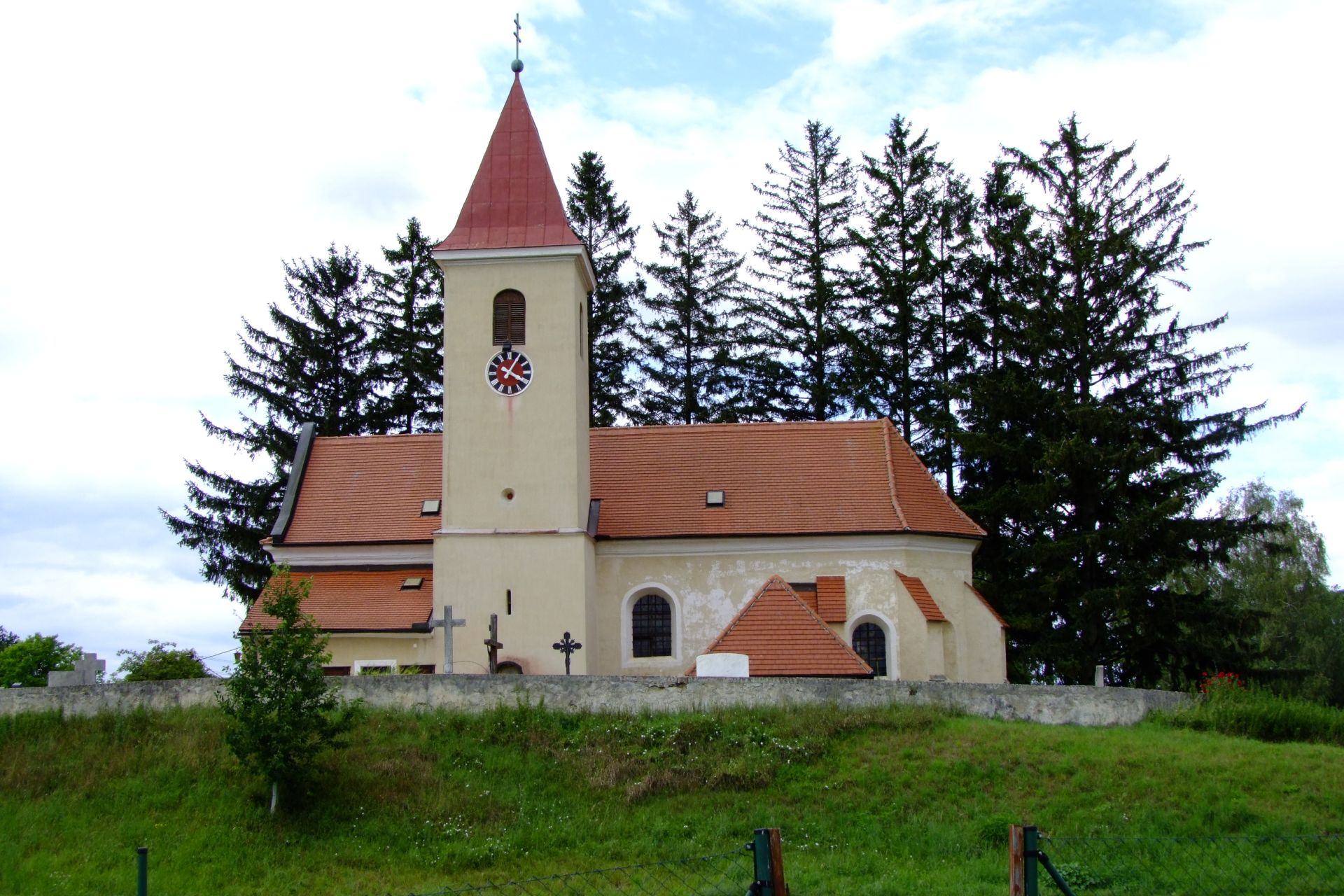
Filialkirche Hll. Petrus und Paulus in Weinsteig

Die römisch-katholische Filialkirche Weinsteig steht in der Ortschaft Weinsteig in der Gemeinde Großrußbach im Bezirk Korneuburg in Niederösterreich. Sie ist den Heiligen Petrus und Paulus geweiht und gehört zur Pfarre Karnabrunn im Dekanat Korneuburg im Vikariat Unter dem Manhartsberg der Erzdiözese Wien. Das Bauwerk steht unter Denkmalschutz (Listeneintrag).

## Lagebeschreibung
Die Kirche liegt auf einer am nördlichen Ortsrand gelegenen Anhöhe. Das Gotteshaus wird von einem Friedhof mit Umfassungsmauer umgeben. Das Friedhofsportal weist Rundbogenzinnen auf.

## Geschichte
Laut einer Urkunde vom 8. Mai 1350, war Weinsteig zum damaligen Zeitpunkt ein Vikariat der Mutterpfarre Niederhollabrunn mit vollem Pfarrrecht. Die Kirche dürfte schon früher bestanden haben. Sie wurde als befestigte Wehrkirche auf einem hausbergartigen Hügel inmitten eines ehemaligen Sumpfes errichtet. Im Kern ist die Kirche romanisch. Der heutige gotische Bau wurde im 14. Jahrhundert errichtet und 1672 im Inneren barockisiert. Während der Reformation war die Kirche zwischen 1570 und 1640 protestantisch. Danach wurde sie wieder eine Filialkirche der Pfarre Niederhollabrunn. Nach Gründung der Pfarre Karnabrunn im Jahr 1686, wurde sie dieser zugeordnet. 1956 erfolgte eine Restaurierung.

## Architektur

### Kirchenäußeres

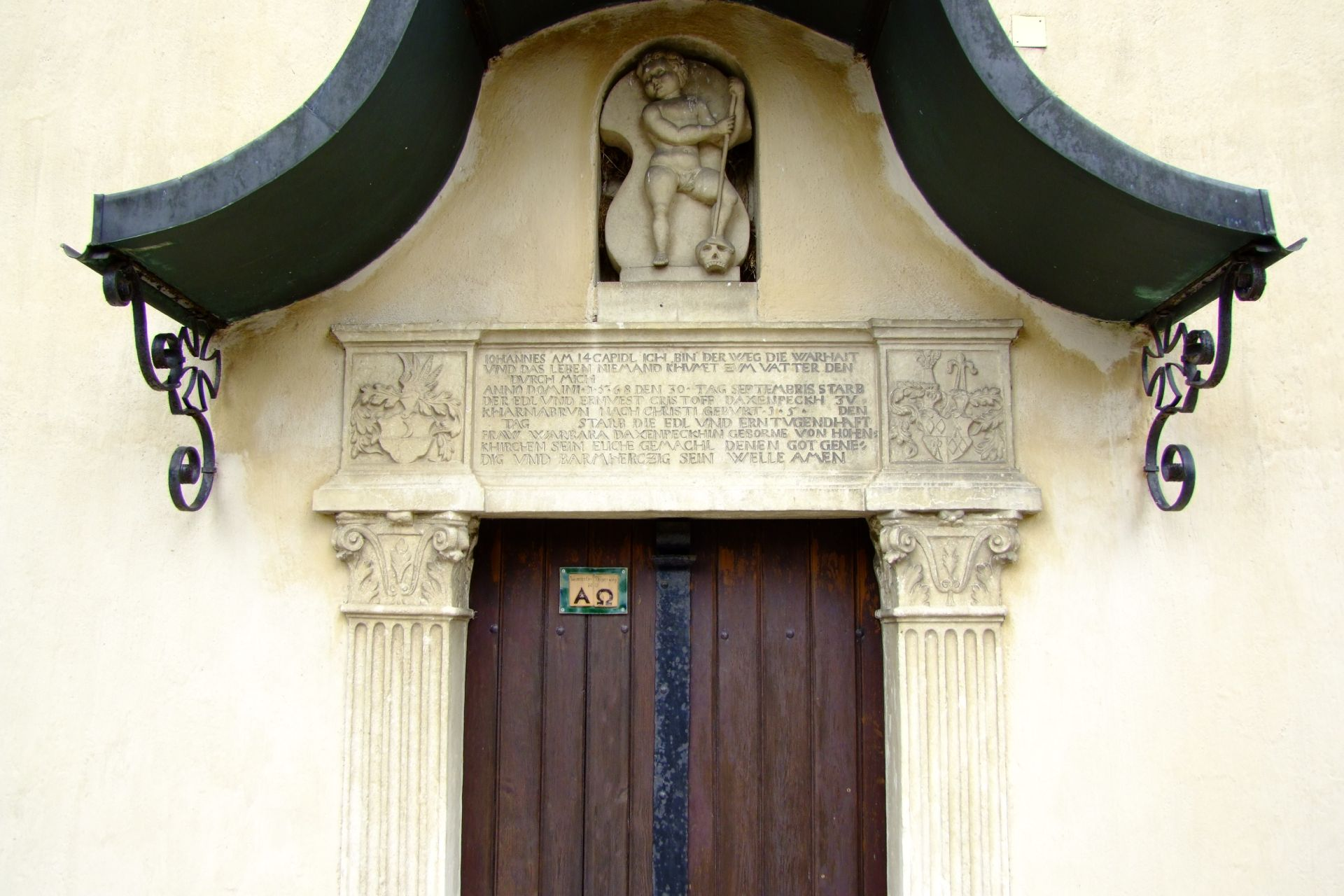
Portalansicht

Die Kirche ist ein schlichter gotischer Saalbau mit gleich breitem, im Polygon geschlossenem Chor aus dem 14. Jahrhundert. Die Westfassade wird durch einen Dreiecksgiebel bekrönt, der durch ein Traufgesims von der Fassade getrennt ist. Das Portal wurde aus verschiedenen Teilen zusammengesetzt. Seitlich sind kannelierte Pilaster, an der Stelle eines Gebälks befinden sich Teile einer Grabinschrift („Christoph Daxempeckh 1568“) sowie Steinputten. Auf der nördlichen Seite des Langhauses befinden sich Strebepfeiler, die wahrscheinlich jünger sind, als das Langhaus. Der Chor mit 5/8-Schluss ist durch gotische Strebepfeiler gegliedert. An der Südseite des Langhauses ist ein Kirchturm aus dem 17. Jahrhundert angebaut. Er hat einen quadratischen Grundriss. Die Schallfenster sind rundbogig. Darüber befindet sich ein Zeltdach, dass aus dem 19. und 20. Jahrhundert stammt. An den Chor schließt südlich ein eingeschoßiger Sakristeianbau mit Schieferdach an.

### Kircheninneres
Das dreijochige Langhaus ist kreuzgratgewölbt. Das Gewölbe stammt aus dem dritten Viertel des 17. Jahrhunderts. Es ruht auf Pilastern mit Gebälk. Im Westen des Langhauses befindet sich die Orgelempore die auf toskanischen Säulen lagert. Sie ist kreuzgratunterwölbt. Der Triumphbogen ist rundbogig und stark eingezogen. Der einjochige Chor ist kreuzrippengewölbt. Das Gewölbe stammt aus dem 14. Jahrhundert und weist scheibenförmige Schlusssteine auf. Das Portal in der Chorsüdwand hat frühbarocke Formen und weist einen Segmentbogengiebel auf. Dieser wird von Kugeln und einem Obelisken bekrönt. In der nördlichen Chorwand befindet sich eine Sakramentsnische mit Blendmaßwerk. Die Sakristei ist tonnengewölbt mit Stichkappen.

## Ausstattung
Die Ausstattung ist barock. Der Hochaltar wurde Ende des 17. Jahrhunderts aufgestellt. Er besteht aus einer Säulenretabel mit verkröpftem Gebälk. Seitlich befinden sich Schleierbretter. Der Aufsatz weist einen gesprengten Giebel auf. Das Altarbild zeigt de Begegnung des heiligen Petrus mit dem heiligen Paulus. Das Bild wurde im 19. Jahrhundert gemalt. Das Aufsatzbild zeigt das Herz Jesu. Dazwischen befindet sich ein barockes Bildchen, das den heiligen Michael als Seelenwäger darstellt. Die Konsolfiguren stellen die Heiligen Leopold, Katharina, Ludwig und Anna dar.
Die Seitenaltäre vom Ende des 17. Jahrhunderts entsprechen im Aufbau dem des Hochaltares. Das Altarbild des linken Seitenaltares zeigt die Himmelfahrt Mariens. Im Aufsatzbild ist das Jesuskind dargestellt. Die barocken Konsolfiguren stellen die Heiligen Johannes und Johannes der Täufer, sowie die Heiligen Apollonia und Barbara dar. Auf dem Giebel befinden sich Engel.
Das Altarbild des rechten Seitenaltares zeigt den heiligen Franz Xaver. Im Aufsatzbild ist Gottvater dargestellt. Die seitlichen Konsolfiguren stellen den heiligen Karl Borromäus, den heiligen Francisco de Borja, sowie die Heiligen Sebastian und Rochus dar. Auf dem Giebel ist eventuell die heilige Katharina dargestellt.
In der Kirche befindet sich ein barockes Votivbild, das die Heiligen Leonhard und Wendelin zeigt. Im Chor befindet sich ein Grabstein aus rotem Marmor mit Inschrift und Wappen sowie Rollwerkrahmung. Die Inschrift lautet „Pernstorffer 1590.“

## Orgel
Die Brüstungsorgel wurde 1781 von Orgelbauer Josef Silberbauer gebaut. Sie wurde als einmanualige Brüstungsorgel mit sechs Registern erbaut. Das Gehäuse ist marmoriert. Die Orgel wurde in den 2010er Jahren restauriert.